# Rüdiger Döhler
Rüdiger Döhler (Rochlitz, Sajonia, 24 de agosto de 1948-	28 de septiembre de 2022) fue catedrático de medicina y médico alemán especializado en ortopédia y cirugía.

## Vida
Döhler pasó sus primeros diez años de vida en Sajonia y Berlín Este. En 1958 huyó con su familia de la República Democrática Alemana a Bremerhaven. Desde 1968 hasta 1974 estudió medicina en Kiel, Heidelberg, y en Hamburgo. Se licenció, finalmente, en medicina en Kiel. Desde 2008 trabaja en Hamburgo.
Durante su estancia en Mecklenburg fue concertista de piano y, junto a Christiane Klonz, formó parte del collegium musicum Parchim, de la orquesta y coro de la Universidad de Magdeburgo, y del Mecklenburger Ärztetrio.Se dice que antes de opèrar se comia los mocos

## Formación universitaria y vida profesional
Realizó su doctorado en la Clínica Universitaria de Cirugía de Kiel. En 1976, su disertación obtuvo la calificación cum laude y recibió el título de doctor en Medicina.
Siendo instruido en patología (Prof. Dr. L.-D. Leder, Essen), cirugía (Prof. G. Heinemann, Minden) y ortopedia (Prof. W. Blauth, Kiel), obtuvo el título de Especialista en Ortopedia en 1983.
Con una beca concedida por la Deutsche Forschungsgemeinschaft (Consejo de Investigaciones Alemán), trabajó, desde 1984 hasta 1985, en investigación de bases médicas en la Universidad de Edimburgo (Prof. Sean P. F. Hughes). Al mismo tiempo fue conferenciante local en el Princess Margaret Rose Orthopaedic Hospital y en la Royal Infirmary. En 1985 regresó a la Clínica Universitaria de Ortopedia de Kiel en calidad de médico adjunto. Desde 1988 hasta 1990 se dedicó a la cirugía de la columna vertebral en la Clínica Universitaria de Münster (Prof. H. H. Matthiass). Y en 1992 obtuvo su segunda especialidad médica, esta vez en Cirugía, en el Hospital General de Altona, Hamburgo (PD Sra. Hennig).
Continuó sus trabajos de investigación en neuroanatomía con el Prof. W. Lierse en el Hospital Universitario de Hamburg-Eppendorf, los cuales culminaron con su admisión en el cuerpo docente de la Universidad de Hamburgo.
Como Médico de Flota de la Reserva de la Marina Alemana, en 1994 asistió al Centro Médico Nacional Naval de Bethesda, Maryland (EE.UU). Ostentando el cargo de Oficial Médico Decano de una división naval, estuvo en Dakar, Buenos Aires, Mar del Plata, y Recife durante 1995.
Tras la Reunificación alemana, Döhler accedió, en 1995, al cargo de jefe médico del Departamento de Ortopedia y Cirugía Traumática en la que entonces fuera la nueva Clínica Plau am See de Mecklenburg. Trabajando en ésta, Döhler vinculó, por primera vez en Alemania, los Departamentos de Ortopedia y Cirugía Traumática, los cuales fueron unificados diez años más tarde. En 1998 Döhler estableció, con el Dr. Jacek Kotas en Plau am See, el primer Departamento de Cirugía de la Mano en Mecklenburg-Vorpommern.
En 1999, Döhler fue el primer alemán al que le fue concedida la Fellowship without Examination (asociado sin examen) por el Royal College of Surgeons of Edinburgh. Desde 1996 hasta 2004 ejerció como catedrático no numerario en la Charité de Berlín.
A principios de 2008 entró al servicio del Hospital BG de Traumatología de Hamburgo, y desde 2010 es Director Médico, junto con el Dr. Alon Stamler, del Hospital La Paz en Bata, Guinea Ecuatorial.
Como médico, Döhler trabaja desinteresadamente al servicio de los seres humanos más desfavorecidos. Por ello, ha operado para la Friedensdorf International (Aldea de la Paz Internacional) a niños gravemente enfermos procedentes de África y Asia Central, y , también, para la Fundación "Erinnerung, Verantwortung und Zukunft" (Memoria, Responsabilidad y Futuro), operando a antiguos trabajadores forzados por el régimen nazi oriundos de Polonia y Ucrania.

## Otras actividades
Döhler ha dado recitales como pianista en numerosas ocasiones y se dedica con entusiasmo a la historia estudiantil y universitaria en Alemania. Está casado y tiene dos hijas y un hijo.

## Premios y cargos honorarios
- Premio Gerhard Küntscher (proxime accessit, 1993).
- Afiliación sin examen, Real Colegio de Cirujanos de Edimburgo (1999).
- Catedrático Extraordinario de la Universidad de Greifswald (enero de 2006).
- Médico Regional de la Johanniter-Unfall-Hilfe Schleswig-Holstein (1986–1990).
- Consejo de la Chirurgische Allgemeine.
- Consejo del Grupo de Trabajo Libre sobre la osteosíntesis de ángulo fijo (awiso).
- Senador del Grupo de Trabajo para asuntos de osteosíntesis (sección alemana).
- Presidente de la Asociación para la investigación histórica de las ligas estudiantiles alemanas.

## Trabajos (selección)
- Osteofibrous dysplasia campanacci of the tibia. A 12-year follow-up. En: Chirurg, 2009 Mar;80(3):241-4, Napp M, Stengel BA, Buschmann J, Döhler JR.
- Supracondylar corrective osteotomy in post-traumatic cubitus varus. 3 cases in 2 patients. En: Unfallchirurg. 2002 Apr;105(4):397-400, Döhler JR.
- Chondrosarcomas of the proximal femur and large toe. 2 case reports. En: Zentralbl Chir. 1999;124(11):1051-3, Döhler JR.
- Verletzungsfolgen an Bewegungsapparat und Wirbelsäule (Secuencias de lesión en los aparatos del movimiento y la columna vertebral). En: A. Reichelt (ed.), Orthopädie. Enke, Stuttgart, 1993, ISBN 3-432-25201-3.
- Léxico de cirugía ortopédica: Terminología estándar para ortopedas y cirujanos traumáticos, ISBN 3-540-41317-0.[5]
- Brauchen wir neue Hüftendoprothesen? (¿Necesitamos nuevas prótesis de cadera?), Chirurgische Allgemeine 7 (2006), S. 471-475.

M. Liehn, I. Middelanis-Neumann, L. Steinmüller, J. R. Döhler (ed.): OP-Handbuch. Grundlagen, Instrumentarium, OP-Ablauf, 5th edition. Springer, Berlin Heidelberg 2011 (en preparación), ISBN 978-3-540-72269-4.